# Kostelní Bříza
Kostelní Bříza (németül: Kirchenbirk) Březová településrésze Csehországban a Karlovy Vary-i kerület Sokolovi járásában. Központi községétől 2,5 km-re délre fekszik.

## Története
Első írásos említése 1479-ből származik. Březová városhoz 1976-ban csatolták.

## Nevezetességek
- Szent Péter és Pál tiszteletére szentelt templom
- várrom

1. ↑  Cseh Statisztikai Hivatal: https://www.czso.cz/csu/czso/vysledky-scitani-2021-otevrena-data (cseh nyelven). (Hozzáférés: 2022. november 1.)